# Waffenbehälter

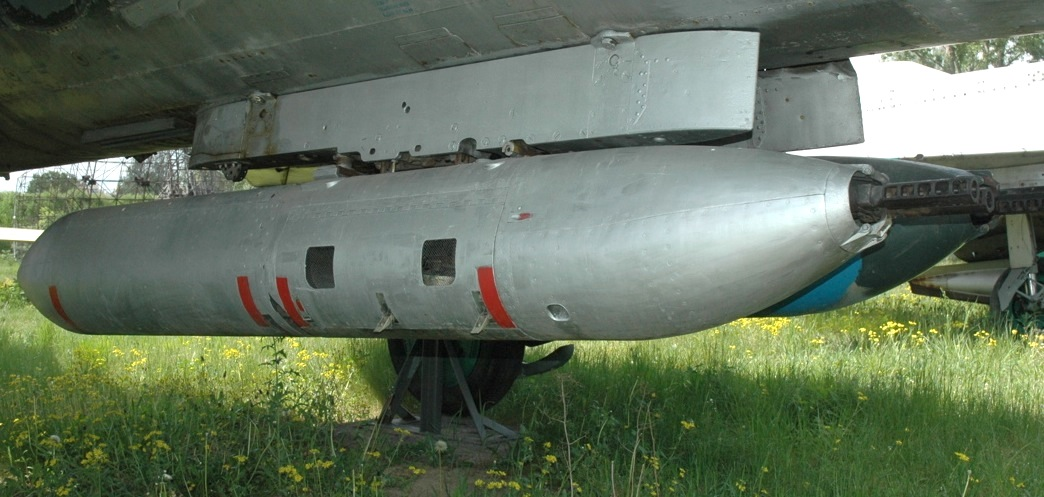
Sowjetischer Waffenbehälter vom Typ UPK-23-250 an einer Suchoi Su-7

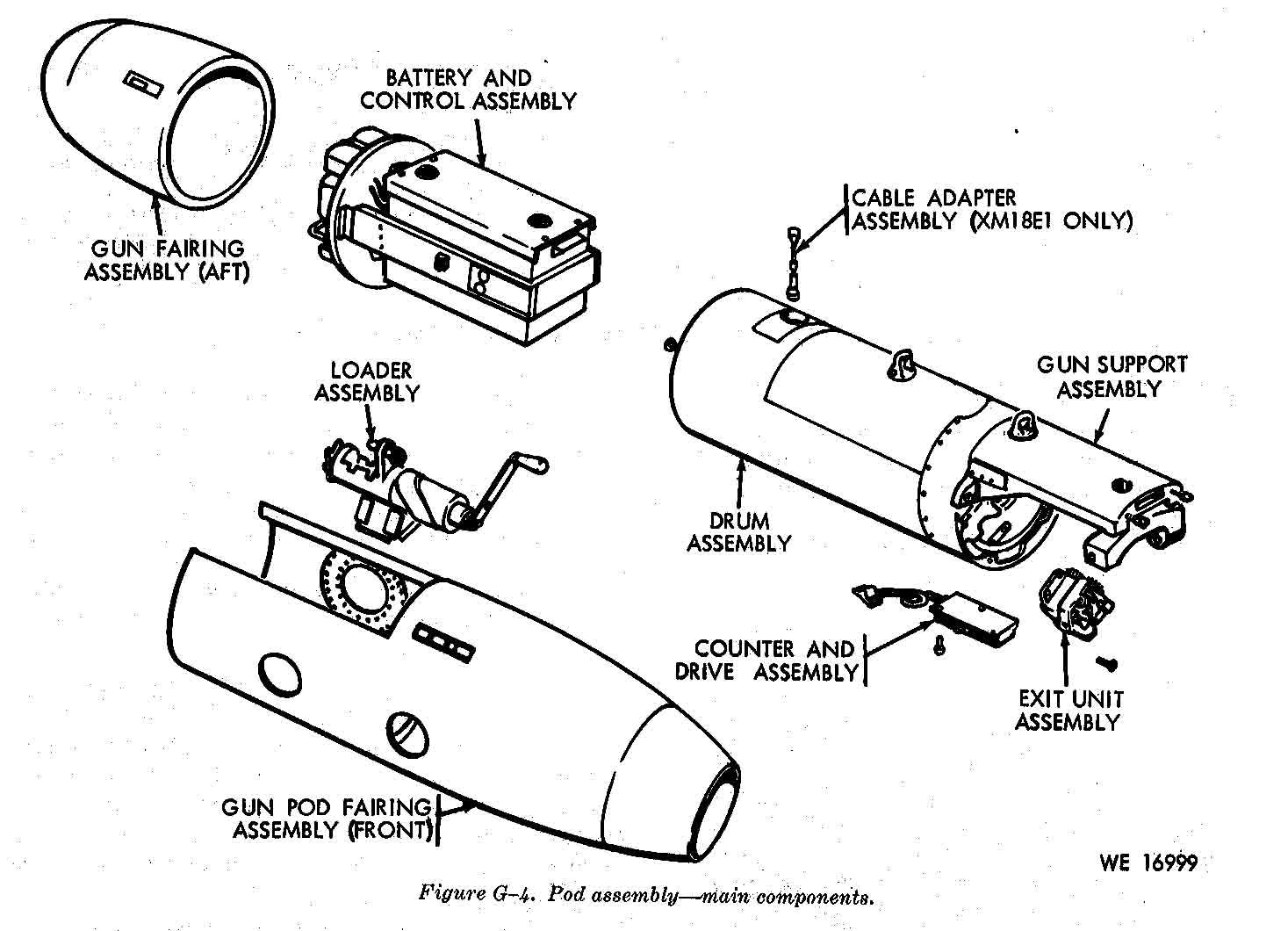
Schematischer Aufbau eines amerikanischen XM18/SUU-11/A-Waffenbehälters mit M134-Minigun

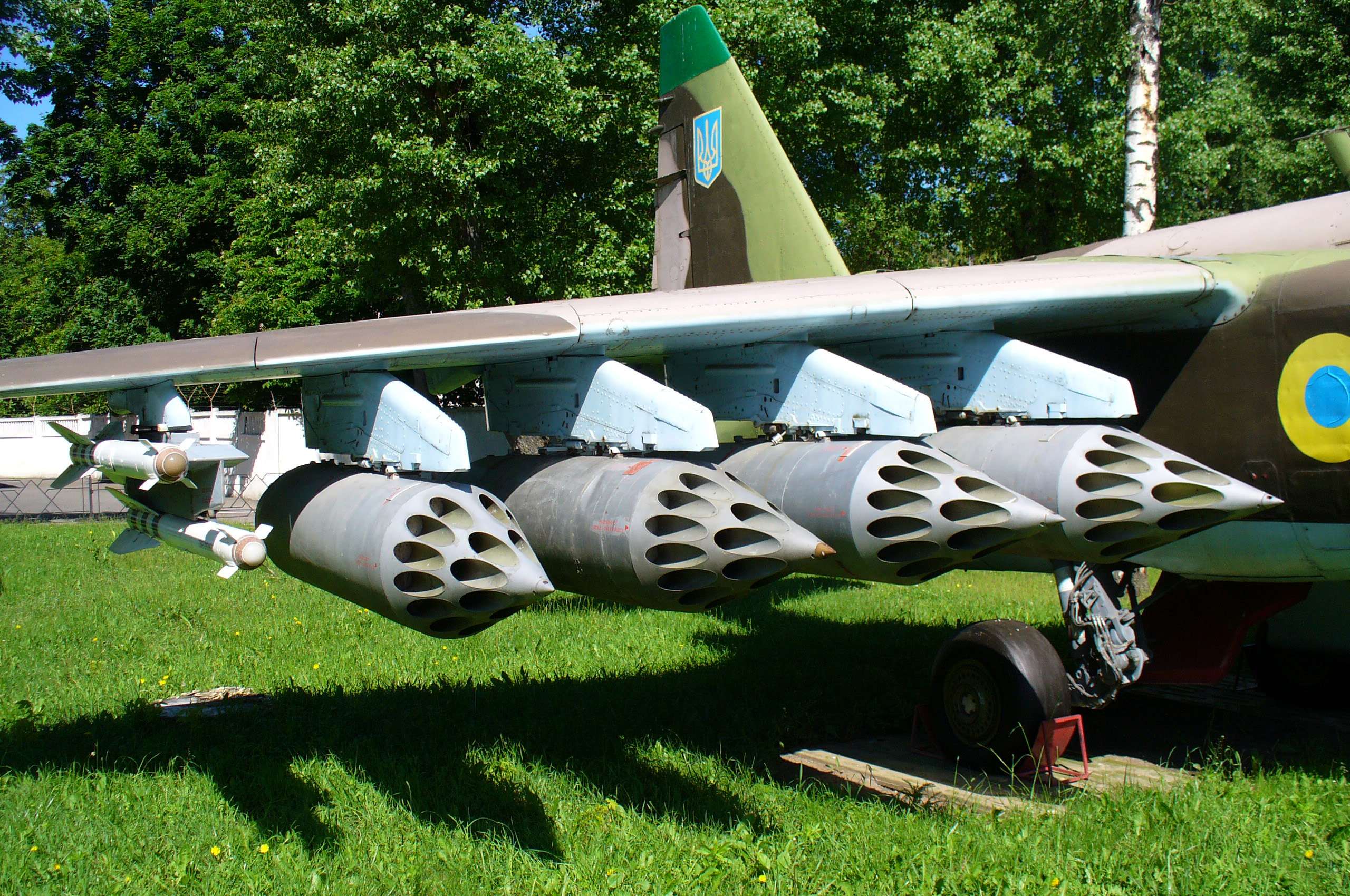
Erdkampfflugzeug Su-25 mit 4 B-8-Raketenbehältern unter einer Tragfläche

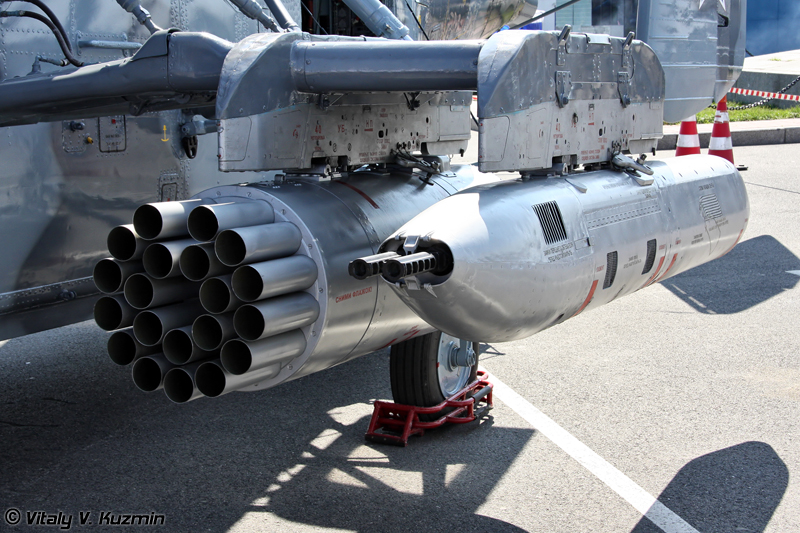
Ka-29-Kampfhubschrauber mit einem Raketen- und einem Kanonenbehälter am Außenlastträger

Ein Waffenbehälter ist ein Behälter für Luftfahrzeuge, in dem verschiedene Waffen installiert sein können. Je nach Art der Waffe werden die Waffenbehälter dann als MG-, Kanonen- oder Raketenbehälter spezifiziert. Auch eine Bewaffnung mit Torpedos ist möglich. Waffenbehälter dienen bei Militärluftfahrzeugen zur Steigerung der Feuerkraft bzw. zur Verstärkung der bordeigenen Bewaffnung.
Die Waffenbehälter haben den Vorteil, sie je nach Kampfauftrag und benötigter Bewaffnung leicht am Flugzeug an- und abmontieren zu können. Dazu werden diese Behälter analog einer Abwurfwaffe an die Lastträgerstationen des Flugzeuges angehängt.
Verstärkt eingesetzt wurden solche Waffenbehälter bereits im Zweiten Weltkrieg. Vor allem die deutschen Jagdpiloten waren genötigt, im Laufe des Krieges die Bewaffnung ihrer Jagdflugzeuge an die Bedrohung einfliegender Bomberverbände anzupassen und demzufolge zu verstärken, sowohl in der Anzahl als auch im Kaliber der Bewaffnung. Weiterhin wurden Waffenbehälter bei Erdkampfflugzeugen eingesetzt, so zum Beispiel der Waffenbehälter WB 81. Dieser war mit drei nach vorn oder nach schräg unten feuernden doppelläufigen MG 81Z ausgerüstet, um im Tiefflug sowohl im Anflug als auch während des Überfluges das Feuer auf das Ziel aufrechtzuerhalten.
Nach dem Zweiten Weltkrieg wurden Schusswaffen bei Kampfflugzeugen mehr und mehr durch Raketen ersetzt, wodurch Waffenbehälter zunächst nur eine untergeordnete Rolle spielten. Als sich während des Vietnamkriegs zeigte, dass Luftkämpfe zwischen Flugzeugen aufgrund unzuverlässiger Lenkwaffen häufig im Kurvenkampf entschieden wurden, wurden Flugzeugtypen ohne Kanonenbewaffnung, wie die ersten Baureihen der F-4, mit Waffenbehältern (SUU-16/A) ausgerüstet und neue Typen zur Aufnahme von Geschützen ausgelegt.
Bei Militärhubschraubern werden Waffenbehälter erfolgreich eingesetzt, um nicht ausschließlich als Kampfhubschrauber konzipierte Typen (wie z. B. die UH-1) auch für Einsätze zur Feuerunterstützung auszurüsten. In diesem Fall finden sowohl Waffenbehälter mit Geschützen als auch solche mit leichten Raketen (FFAR) oder automatischen Granatwerfern Verwendung.
Bei Kampfhubschraubern sind Waffenbehälter Teil der strukturmäßigen Bewaffnung.